# 1969 год в театре
1969 год в театре

## События
- 6 июля — премьера балета «Скифская сюита (Ала и Лоллий)» Г. Д. Алексидзе на музыку «Скифской сюиты» С. С. Прокофьева в Театре имени С. М. Кирова

## Персоналии

### Родились
- 12 января — Наталья Геннадьевна Вдовина, российская актриса театра и кино, заслуженная артистка России.
- 17 февраля — Татьяна Анатольевна Аптикеева, советская и российская актриса театра и кино.
- 26 февраля — Оксана Олеговна Базилевич, российская актриса театра и кино.
- 9 марта — Михаил Евгеньевич Пореченков, российский актёр театра и кино.
- 26 июля — Светлана Игоревна Свирко, российский театральный режиссёр, актриса.
- 12 сентября --- Константин Евгеньевич Юшкевич, российский актёр театра и кино, сценарист, продюсер.
- 1 ноября — Вадим Иосифович Данцигер, российский актёр театра и кино, режиссёр театра и кино.

### Скончались
- 13 февраля — Виктор Михайлович Халатов, народный артист Украинской ССР, народный артист Чечено-Ингушской АССР.
- 21 февраля — Стефан Савов, болгарский актёр, драматург. Народный артист Болгарии. Лауреат Димитровской премии.
- 23 февраля — Юри Когер, эстонский и советский театральный актёр. Заслуженный артист Эстонской ССР (1951).
- 6 мая — Екатерина Дурян-Арменян, советская армянская актриса. Народная артистка Армянской ССР (1947).
- 26 мая — Роза Подьякова, русская советская артистка, Народная артистка Украинской ССР (1968).
- 26 июля — Владимир Иосифович Раутбарт, советский режиссёр, актёр, театральный педагог, заслуженный артист РСФСР.
- 28 июля — Константин Васильевич Скоробогатов, советский актёр театра и кино, лауреат Сталинской премии (1951), народный артист СССР (1953).
- 20 сентября — Сергей Блинников, советский актёр театра и кино, народный артист СССР.
- 23 ноября — Юлия Николаевна Седова, русская артистка балета, в основном Мариинского театра, организатор гастролей, педагог-хореограф.
- 9 декабря — Сергей Дмитриевич Столяров, актёр театра и кино, лауреат Сталинской премии, народный артист РСФСР (1969).